# Cirrhitichthys calliurus
Cirrhitichthys calliurus és una espècie de peix pertanyent a la família dels cirrítids.

## Descripció
- Pot arribar a fer 12 cm de llargària màxima.
- És de color taronja amb taques fosques, les quals esdevenen negroses amb l'edat.
- L'aleta caudal és blanca amb petites taques negroses i una vora posterior negra.
- 10 espines i 12 radis tous a l'aleta dorsal i 3 espines 6 radis tous a l'anal.[5][6]

## Hàbitat
És un peix marí, associat als esculls i de clima tropical que viu entre 15 i 30 m de fondària.

## Distribució geogràfica
Es troba des del golf d'Aden fins al golf d'Oman.

## Observacions
És inofensiu per als humans.